# Массандровский водопад
Массандровский водопад, также Массандровский источник — небольшой водопад в Крыму, каптированный карстовый источник на юго-западном склоне Никитской яйлы (южный склон Крымских гор). Источник находится среди скал и лесного массива на высоте 240 м над уровнем моря. Массандровский водопад — мощный карстовый источник с наибольшим расходом воды в паводок в 22,8 м³/с.
Массандровский водопад — исток Гувы — использовался для водоснабжения Массандровского имения князя М. С. Воронцова и всей Ялты. На реке Гува в прошлом работала малая гидроэлектростанция с максимальной мощностью 50 л. с.. Водоохранная зона реки установлена в 50 м.
В 1847, 1867 и 1869 гг между городом Ялтой и владельцем Массандровского имения князем Воронцовым были заключены договора на бесплатное использование воды из источника Массандровский водопад для нужд жителей города. Перед поступлением в городской колодец вода проходила через слой мелких камней, а затем отводилась в город по трубе диаметром 1 5/8 вершка (~72 мм).
В 1889 году имение было продано удельному ведомству. Тогда же началось переустройство источника и водопровода, а 2 года спустя у источника водопада была построена плотина.
По акту 18 июня 1889 года «вода источника очень свежая, чистая, не издавала ни малейшего запаха и не имела никакого привкуса, а равно никаких загрязнений и засорений не обнаружено, температура воды от 7° до 8°R. Приток воды несравненно больше, чем может принять в себя приёмная труба».
Гидрогеологическое описание источника вошло в отчёт В. И. Лучицкого "Гидрогеологические исследования в Ялтинском районе: «Массандровский источник выходит сильной струёй из известняковых глыбовых наносов; часть глыб образует в сущности небольшой массив известняка с пластовым характером. Вода вытекает по направлению слоистости и падения слоёв его из-под искусственно сложенной стенки, являющейся в то же время и каптажём источника. Отсюда вода с шумом стекает по глыбам известняка вниз на протяжении до 21 м и затем падает по отдельным искусственно сложенным уступам высотой до 2 м. Вода частично поступает в Ялтинский водопровод, избыток в Массандру.»
Массандровский водопад — источник питьевого водоснабжения Ялты. Территория источника огорожена и является охранной зоной, в 2017 году ограждение периметра усилили.